# Karena Wihongi

a Compétitions nationales et continentales officielles uniquement.

Dernière mise à jour le 26 août 2018.
Karena Wihongi, né le 29 septembre 1979, est un joueur franco-néo-zélandais de rugby à XV qui évolue au poste de pilier champion de France 2013 avec le Castres olympique.
Il a obtenu la nationalité française et entraine la mêlée du 
Castres olympique depuis 2021.

## Palmarès
Avec le Castres olympique
- Championnat de France de Top 14 :
  - Champion (1) : 2013
  - Vice-champion (1) : 2014

Avec le Club sportif Lons Jura
- Championnat de France Fédérale 2 :
  - Champion (1) : 2000

Avec le Club sportif Bourgoin-Jallieu rugby
- Challenge européen :
  - Finaliste (1) : 2009

Avec Peña XV
- Champion de France de 3e série :
  - Champion (1) : 2022